# Poljot (raketa)
Poljot (též Sputnik, Index GRAU 11A59) byla prozatímní orbitální raketa, postavená k testování protisatelitních zbraní. Byla nutným provizoriem po zrušeném programu UR-200 před vstupem nových raket Ciklon do služby. Byly provedeny pouze dva starty dne 1. listopadu 1963 a 12. dubna 1964. Oba tyto lety byly úspěšné.
Srovnatelnými raketami byly rakety Ciklon a UR-200.